# Tress MacNeilleová
Tress MacNeilleová (* 20. června 1951), rodným jménem Teressa Claire Payne, je americká dabérka, která mimo jiné namluvila Dot Warnerovou v animovaném seriálu Animáci, králíčka Babse v seriálu Drobečkové, Chipa a kačenku Daisy společnosti Disney. Pracovala také na animovaných seriálech, jako jsou Simpsonovi, Futurama a Rugrats.

## Raný život
Teressa Claire Payneová se narodila 20. června 1951. Jako dítě milovala kreslené filmy a od osmi let se chtěla stát hlasovou herečkou, ale místo toho si zvolila „praktickou“ kariéru, protože cítila, že své ambice nikdy nebude moci realizovat. Vystudovala Kalifornskou univerzitu v Berkeley, navštěvovala školu pro rozhlasové a televizní vysílání a stala se diskžokejkou.

## Kariéra
MacNeilleová pracovala v různých zaměstnáních a měla řadu menších hlasových rolí, než se stala stálou členkou animovaného televizního pořadu. „Dělala jsem asi dva roky rozhlasové spoty, něco málo v televizi, dema, zvukové napodobeniny, průmyslová vyprávění – cokoli, co mi přišlo pod ruku,“ uvedla MacNeilleová. Deset let byla také členkou improvizační komediální skupiny The Groundlings. MacNeilleová se účastnila hereckých workshopů a pracovala jako asistentka na castingu pro hlasového hereckého agenta Boba Lloyda. Lloyd a jeho kolegyně agentka Rita Vennariová zajistili MacNeilleové její první roli v animovaném seriálu: roli v epizodě Scooby-Doo a Scrappy-Doo z roku 1979.
Jako Lucille Ballová zpívala a objevila se ve videoklipu k písni Weirda Ala Yankovice „Ricky“ (1983), jenž vycházel z televizního pořadu I Love Lucy a parodoval píseň „Mickey“ od Toni Basilové. MacNeilleová a Mary Kay Bergmanová se také objevily na Yankovicově albu Running with Scissors z roku 1999, ve skladbách „Pretty Fly for a Rabbi“ a „Jerry Springer“.
MacNeilleová byla obsazena do role králíčka Babse v seriálu Drobečkové (1990–1992). Scenárista Paul Dini řekl, že MacNeilleová se pro tuto roli hodí, protože dokáže namluvit jak hlas Babse, tak hlasy svých imitátorů: „V seriálu dělám Babse, když předvádím Billie Burkeovou, Audrey Hepburnovou, Bette Davisovou, Madonnu a Cher. Dokonce ji nechávám dělat králici Jessicu.“. Úspěch Drobečků vedl ke vzniku seriálu Animáci. MacNeilleová byla přizvána, aby namluvila Dot Warnerovou, jednu ze tří hlavních postav seriálu, protože postava Dot byla velmi podobná králíčkovi Babsovi. Andrea Romano, hlasová režisérka a dabérka seriálu Animáci, uvedla, že s výběrem role Dot neměli herci „žádný problém“: „Tress MacNeilleová byla prostě k popukání.“. MacNeilleová byla za svůj výkon v seriálu v roce 1995 nominována na cenu Annie.
Namluvila hlasy pro řadu filmů, televizních pořadů, videoher a reklam ve více než 200 titulech, k čemuž uvedla: „Všechny postavy, které ztvárňuji, pocházejí z lidí z mého vlastního života – stejně jako materiál, který jsem ukradla svým přátelům!“. Mezi její televizní role patří postavy v seriálech Simpsonovi, kde namluvila Agnes Skinnerovou, Brandine Spucklerovou a Lindsey Naegleovou, a Futurama, v níž dabuje hlavní roli postavy matky. MacNeilleová namluvila hlasy v mnoha dalších televizních pořadech a kreslených seriálech, jako jsou Lumpíci (jako Charlotte Picklesová), Rychlá rota (jako Chip a Gadget Hackwrench), Histeria, Hey Arnold a Barbar Dave (jako Fang), a také dabovala překlady anime do angličtiny.
Od roku 1999 namlouvá kačku Daisy a od roku 2000 Wilmu Flintstoneovou. MacNeilleová se také objevila ve filmu Elvíra – Vládkyně noci jako rozzlobená moderátorka a Elvířina prateta. V roce 2003 namluvila jeden z dílů animovaného seriálu Kojot Vilda a Pták Uličník nazvaný The Whizzard of Ow.